# Lepturges citrinus
Lepturges citrinus là một loài bọ cánh cứng trong họ Cerambycidae.